# Suresh Sathya
Suresh Sathya (né le 7 septembre 1987 au Tamil Nadu) est un athlète indien, spécialiste du sprint.
Le 12 octobre 2010, il remporte, lors des Jeux du Commonwealth de 2010, la médaille de bronze en battant le record national du relais 4 x 100 m en 38 s 89 à New Delhi. La même année, peu après, il est contrôlé positif au nandrolone et ses résultats lors des Jeux asiatiques de 2010 sont annulés, ce qui entraîne une disqualification d'une durée de deux ans.